# Eubocoana
Eubocoana is een geslacht van rechtvleugeligen uit de familie veldsprinkhanen (Acrididae). De wetenschappelijke naam van dit geslacht is voor het eerst geldig gepubliceerd in 1931 door Sjöstedt.

## Soorten
Het geslacht Eubocoana  is monotypisch en omvat slechts de volgende soort:
- Eubocoana tristis (Sjöstedt, 1931)